# Lo spazio bianco
Pour plus de détails, voir Fiche technique et Distribution.
Lo spazio bianco est un film italien réalisé par Francesca Comencini, sorti en 2009, avec Margherita Buy en principale vedette. Il s'agit d'une adaptation du roman éponyme de la romancière Valeria Parrella.

## Synopsis
Une grossesse inattendue puis une naissance prématurée plonge Maria (Margherita Buy) dans l'attente et l'angoisse. Sans contrôle sur les événements pour la première fois de sa vie, elle s'isole et fait le point, jusqu'au jour où elle doit reprendre le fil de sa vie avec son enfant.

## Fiche technique
- Titre : Lo spazio bianco
- Titre original : Lo spazio bianco
- Réalisation : Francesca Comencini
- Scénario : Francesca Comencini et Federica Pontremoli (it), d'après le roman éponyme de la romancière Valeria Parrella
- Photographie : Luca Bigazzi
- Montage : Massimo Fiocchi (it)
- Musique : Nicola Tescari
- Scénographie : Paola Comencini
- Producteur : Domenico Procacci
- Société de production : Fandango et Rai Cinema, avec la contribution du ministère pour les Biens et Activités culturels
- Pays d'origine :  Italie
- Langue : Italien
- Format : Couleur
- Genre : Drame
- Durée : 111 minutes
- Dates de sortie :
  - Italie : 8 septembre 2009 (Mostra de Venise 2009)
  - Italie : 16 octobre 2009

## Distribution
- Margherita Buy : Maria
- Giovanni Ludeno : Fabrizio
- Gaetano Bruno : Giovanni Berti
- Antonia Truppo : Mina
- Guido Caprino : Pietro
- Salvatore Cantalupo : Gaetano
- Maria Paiato (it) : la magistrate

## Distinctions

### Prix
- Prix Pasinetti (it) du meilleur film pour Francesca Comencini lors de la Mostra de Venise 2009.
- Prix Pasinetti de la meilleure actrice pour Margherita Buy lors de la Mostra de Venise 2009.
- Ruban d'argent du meilleur montage pour Massimo Fiocchi (it) en 2010.
- Prix Tonino Guerra du meilleur sujet pour Francesca Comencini et Valeria Parrella lors du Bari International Film Festival en 2010.
- Prix Anna Magnani de la meilleure actrice pour Margherita Buy lors du Bari International Film Festival en 2010.
- Prix Giuseppe Rotunno de la meilleure photographie pour Luca Bigazzi lors du Bari International Film Festival en 2010.

### Nominations
- Lion d'or lors de la Mostra de Venise 2009.
- David di Donatello de la meilleure actrice pour Margherita Buy en 2010.
- Ruban d'argent du réalisateur du meilleur film pour Francesca Comencini en 2010.
- Ruban d'argent de la meilleure actrice pour Margherita Buy en 2010.